# Conioselinum morrisonense
Conioselinum morrisonense är en flockblommig växtart som beskrevs av Bunzo Hayata. Conioselinum morrisonense ingår i släktet ryssiljor, och familjen flockblommiga växter. Inga underarter finns listade i Catalogue of Life.